# Kazimierz Dębicki (Sprawiedliwy wśród Narodów Świata)
Kazimierz Dębicki (ur. 30 stycznia 1898, zm. 5 lutego 1977) – polski „Sprawiedliwy wśród Narodów Świata”.

## Życiorys
W trakcie II wojny światowej został wraz z małżonką, Sylwiną, wysiedlony przez Niemców z ziem wcielonych do Rzeszy do Otwocka. Latem 1943 roku oficjalnie uznana przez Niemców „Rada Główna Opiekuńcza” skierowała do domu Dębickich 20-letnią kobietę z „aryjskimi” dokumentami na nazwisko Krystyna Drapała. „Krystyna”, legalnie wpisana do rejestru ludności, była zatrudniona u Dębickich jako służąca. Choć Dębicki od początku zdawał sobie sprawę, że jest Żydówką, powitał ją serdecznie. Ta jednak z czasem sama wyjawiła, że naprawdę nazywa się Blima Fryd. Dębicki dbał o podopieczną i wypłacał jej stałą pensję aż do wyzwolenia tych terenów we wrześniu 1944 r.
Kazimierz Dębicki znalazł się w gronie 53 otwockich "Sprawiedliwych", upamiętnionych w przestrzeni publicznej poprzez zasadzenie drzewa pamięci przy skwerze 7. Pułku Ułanów w Otwocku.
1 sierpnia 1995 r. Instytut Jad Waszem uhonorował Kazimierza Dębickiego medalem „Sprawiedliwy wśród Narodów Świata”.